# Rodrigo Gómez (calciatore 1968)
Rodrigo Gómez Peña (25 gennaio 1968) è un ex calciatore cileno, di ruolo difensore o centrocampista.